# Ericus Thomeæ Medolerus
Ericus Thomeæ Medolerus, född i Stockholm, död 3 april 1630 i Uppsala, var en svensk kyrkoman och professor.

## Biografi
Ericus Thomeæ Medolerus namn finns bland undertecknarna till Uppsala möte, då han tituleras scriba cancellari, arithmetices et geometriæ professor i Uppsala. Han deltog 1600 vid Uppsala universitets första magisterpromotion, och var då primus. Tre år senare blev han kyrkoherde och prost i Vendels socken, 1617 kyrkoherde i Uppsala, och 1621 i Alunda socken.
Medolerus utgav 1588 en almanacka,och en predikan från prästmötet 1626,  Een predikan om Guds barns ewiga nådewal och utkorelse til thet ewigha lijffuet.
Medolerus var gift med Karin Johansdotter, som varit gift med företrädaren i Almunge, Laurentius Laurentii Helsingius i vars grav hon är begraven.